# Вишенки (Бутурлинський район)
Вишенки (рос. Вишенки) — селище в Бутурлинському районі Нижньогородської області Російської Федерації.
Населення становить 5 осіб. Входить до складу муніципального утворення Большебакалдська сільрада.

## Історія
Від 2009 року входить до складу муніципального утворення Большебакалдська сільрада.

## Населення
| 2002 | 2010 |
| ---- | ---- |
| 13   | ↘5   |